# Monestier-du-Percy
Monestier-du-Percy (vor 2023 Le Monestier-du-Percy) ist eine französische Gemeinde mit 256 Einwohnern (Stand: 1. Januar 2022) im Département Isère in der Region Auvergne-Rhône-Alpes (vor 2016: Rhône-Alpes). Sie gehört zum Arrondissement Grenoble und zum Kanton Matheysine-Trièves. Die Einwohner werden Moneterous genannt.

## Geographie
Die Gemeinde Monestier-du-Percy liegt im Regionalen Naturpark Vercors in der Landschaft Trièves, etwa 45 Kilometer südlich von Grenoble. Im Osten begrenzt der Fluss Ébron das Gemeindegebiet, im Südwesten grenzt Monestier-du-Percy an das Département Drôme. Umgeben wird Monestier-du-Percy von den Nachbargemeinden Percy im Westen und Norden, Prébois im Nordosten und Osten, Saint-Maurice-en-Trièves im Südosten und Süden sowie Treschenu-Creyers im Süden und Südwesten.
Durch die Gemeinde führt die frühere Route nationale 75 (heutige D1075).

## Bevölkerungsentwicklung
| Jahr                       | 1962 | 1968 | 1975 | 1982 | 1990 | 1999 | 2006 | 2013 | 2021 |
| Einwohner                  | 203  | 181  | 153  | 146  | 166  | 166  | 210  | 248  | 248  |
| Quellen: Cassini und INSEE |      |      |      |      |      |      |      |      |      |

## Sehenswürdigkeiten
- Kirche Saint-Pierre-et-Saint-Paul aus dem Jahr 1278
- Kapelle Saint-Joseph im Ortsteil Le Serre
- Kapelle Saint-Roch im Ortsteil Les Bayles